# Agrícola de Nevers
Agrícola de Nevers, Arigle o Arille fue un obispo y noble francés del siglo VI, venerado como santo por la Iglesia Católica y conmemorado el 26 de febrero.

## Hagiografía
Su nombre significaː El que trabaja la tierra. Se sabe que nació en el Reino de Borgoña, en algún momento del siglo VI.

### Carrera eclesiástica
Antes de ser nombrado obispo de Nevers, fue elegido para un cargo nobiliario importante de la región, que probablemente era de duque, por el rey Gontrán I. Estando en el cargo ganó notoriedad y eso le facilitó ser elegido posteriormente en el cargo de obispo de la misma ciudad de donde era conde. Su elección se hizo después de la muerte del entonces obispo Eladio, siendo candidato antes de la muerte de éste, en el 570.
Como obispo participó en tres concilios, los de Mâcon del 581 y 585, y el de Lyon 583. Es por eso que se puede ubicar su regencia entre la de Eladio y la de su sucesor inmediato. 
Dirigió una comisión investigadora del caso del monasterio de Santa Cruz de Poitiers, en el que dos religiosas de familia real neustrina, Crodila y Basina, se rebelaron manifiestamente contra la abadesa Radegunda. Gregorio de Tours describe este caso en detalle en su Historia Francorum.
Se le atribuye amistad con el poeta Venancio Fortunato, que presuntamente le dedicó un poema.
Agrícola falleció, el 26 de febrero del 594, por causas naturales.

## Onomástico y Culto público
Agrícola fue enterrado en la iglesia de San Vicente, que ahora lleva su nombre, hasta 1791, cuando los revolucionarios franceses profanaron el templo. Parte de sus restos fueron trasladados a Nolay (Nièvre), en Borgoña, en la Iglesia de Saint-Étienne, donde, después de varios años, en 1848, se le dio acceso al público para la veneración de sus restos.
Su fiesta se celebra el 26 de febrero, y se le invoca en momentos de desgracia.